# Spaniel

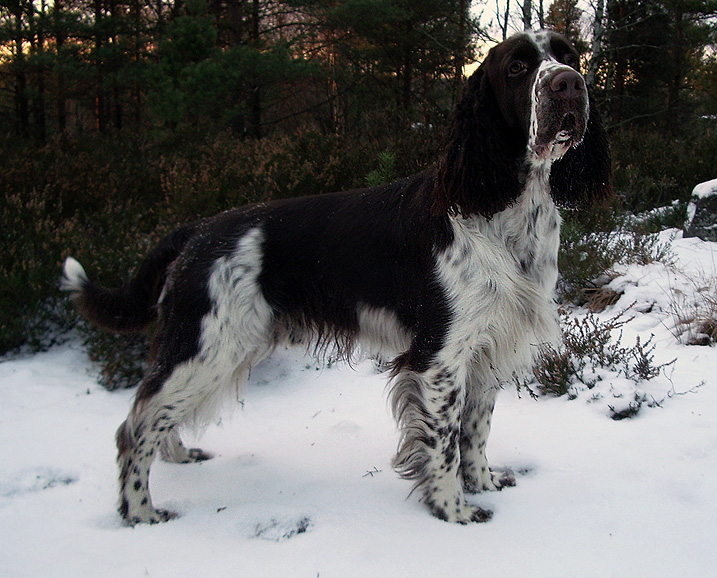
English Springer Spaniel

Spaniel ist ein Oberbegriff für einige Jagdhundrassen.

## Beschreibung
Die Spaniels gehörten zu den klassischen Stöberhunden und sind als Form der Jagdhunde seit dem Mittelalter bekannt. Die Engländer formten im 19. Jahrhundert aus diesem Arbeitstyp die verschiedenen Spanielrassen, von denen lediglich der English Springer Spaniel und der English Cocker Spaniel in Deutschland in größeren Zahlen Verwendung finden. Bei Spanielrassen tritt gehäuft die Unvollständige Ossifikation der Humeruskondylen, eine Entwicklungsstörung des Oberarmknochens, sowie das Lefzenekzem auf.

## Übersicht
Die Bezeichnung Spaniel haben:
Stöberhunde (FCI-Gruppe 8, Sektion 2):
- American Cocker Spaniel
- American Water Spaniel
- Boykin Spaniel
- Cavalier King Charles Spaniel
- Clumber Spaniel
- English Cocker Spaniel
- English Springer Spaniel
- Field Spaniel
- Irish Water Spaniel
- King Charles Spaniel
- Kontinentaler Zwergspaniel
- Sussex Spaniel
- Welsh Springer Spaniel

Trotz des Namens kein Spaniel:
- Tibet-Spaniel

- langhaarige Vorstehhunde (Gruppe 7, Sektion 1.2: Kontinentale Vorstehhunde vom Typ Spaniel):
  - Epagneul Français
  - Epagneul Picard
  - Epagneul Bleu de Picardie
  - Brittany-Spaniel, s. Epagneul Breton
  - Epagneul de Pont-Audemer